# Hypotrachyna brueggeri
Hypotrachyna brueggeri är en lavart som beskrevs av Marcelo Pinto Marcelli & Célio Henrique Ribeiro 2002 Hypotrachyna brueggeri ingår i släktet Hypotrachyna och familjen Parmeliaceae.   Inga underarter finns listade i Catalogue of Life.